# Neva (jogo eletrônico)
Neva é um jogo eletrônico do gênero puzzle-plataforma, desenvolvido pelo Nomada Studio e publicado pela Devolver Digital. Ele acompanha Alba, uma jovem que precisa viajar com seu companheiro lobo, Neva, através de quatro estações em um mundo corrompido pela escuridão. O jogo foi lançado em 15 de outubro de 2024 para Windows, macOS, Nintendo Switch, PlayStation 4, PlayStation 5 e Xbox Series X/S.

## Jogabilidade
O jogo acompanha uma jovem chamada Alba, que forma um vínculo profundo com uma loba chamada Neva enquanto exploram e purificam um mundo corrompido por forças sombrias. A história é dividida em vários capítulos, mostrando o crescimento de Neva, que evolui de uma filhote para uma adulta.
Neva é um jogo de plataforma com progressão side-scrolling, onde os jogadores precisam resolver quebra-cabeças ambientais e enfrentar criaturas das trevas para avançar. A personagem principal, Alba, pode chamar Neva para incentivá-la a se mover até uma localização desejada pelo jogador.
Neva apresenta um sistema de combate em que Alba empunha uma espada com dois movimentos básicos: um corte horizontal e um corte vertical. Além disso, ela pode pular, realizar um pulo duplo, executar um rápido impulso aéreo e desviar de ataques inimigos. Ao combinar ataques consecutivos, Alba pode regenerar lentamente sua saúde. Durante os níveis, os jogadores também encontram moledros de cura espalhados pelo mapa.
As habilidades de Alba não podem ser melhoradas, mas Neva se torna progressivamente mais forte e passa a ajudar Alba tanto em combate quanto na travessia dos cenários.

## Desenvolvimento
Neva foi o segundo jogo do estúdio espanhol Nomada Studio, sucedendo Gris (2018). O estúdio contratou uma equipe maior para o projeto, resultando em uma duração aproximadamente duas vezes maior que a de Gris. Assim como em Gris, o jogo apresenta quase nenhum diálogo, com exceção dos momentos em que Alba chama o nome de Neva com diferentes entonações. A equipe acreditava que a ausência de diálogos deixava espaço para os jogadores interpretarem os eventos do jogo livremente. Inicialmente, a história girava em torno de dois humanos, mas o plano foi descartado após os primeiros rascunhos do design de Neva impressionarem a equipe. O filme Princesa Mononoke foi uma importante inspiração para o design visual do jogo. Diferentemente de Gris, o jogo inclui um sistema de combate, mas a equipe também introduziu um modo história para garantir que o jogo fosse acessível a todos os tipos de jogadores.
De acordo com Adrian Cuevas, fundador do Nomada Studio, a equipe queria explorar as relações entre pais e filhos, como essas relações mudam ao longo do tempo e "como um pai se sente ao criar uma criança, enquanto ela cresce e se transforma". A inspiração veio das próprias experiências da equipe ao criarem seus filhos. No jogo, dividido em quatro capítulos, Neva evolui gradualmente de uma filhote tímida para uma adolescente impulsiva e, por fim, em uma adulta plenamente desenvolvida. Enquanto Neva ganha novas habilidades com o tempo, as habilidades principais de Alba permanecem inalteradas ao longo da jornada. A equipe queria que os jogadores experimentassem uma mistura de emoções: sentirem medo quando a vida de Neva estivesse em risco e alegria ao vê-la superar desafios. Os inimigos no jogo foram inspirados nos desafios ambientais enfrentados pela Terra, representando os medos associados à criação de filhos. Embora os segmentos iniciais do jogo tenham um tom mais alegre, os momentos posteriores contrastam com isso, colocando os personagens em perigo diante da corrupção.
Neva foi anunciado pela Nomada Studio em parceria com a publicadora Devolver Digital em maio de 2023. O jogo foi lançado em 15 de outubro de 2024 para Microsoft Windows, macOS, Nintendo Switch, PlayStation 4, PlayStation 5 e Xbox Series X/S.

## Recepção
Neva recebeu "avaliações geralmente favoráveis", segundo o agregador de críticas Metacritic. Segundo o OpenCritic, 94% dos 50 críticos recomendam o jogo.
Keza MacDonald, do The Guardian, elogiou fortemente o jogo, destacando seus "visuais extraordinários e animações elegantes" e "música de tirar o fôlego". Ela também elogiou as estações do jogo por serem distintas entre si, com cada uma apresentando seu próprio tom e desafios de jogabilidade. Comparou o jogo com Journey e elogiou sua capacidade de evocar fortes emoções durante sua curta duração. Nicole Carpenter, do Polygon, escreveu que os encontros de combate mostram "a evolução da relação entre Alba e Neva, em vez de existirem como um elemento de puro desafio", e que sua duração foi adequada para um jogo "etérico" e "devastadoramente bonito". Christopher Cruz, da Rolling Stone, descreveu Neva como o "jogo mais comovente de 2024". Ele comparou o jogo com filmes do Studio Ghibli, elogiando seu design artístico e sua capacidade de contar uma história "altamente acessível e profundamente tocante". O último segmento do jogo, ambientado no inverno, recebeu aclamação crítica.
Echo Apsey, do Push Square, elogiou fortemente o combate e os quebra-cabeças do jogo, escrevendo que os encontros com chefes eram "memoráveis, desafiadores e visualmente impressionantes". Embora tenha notado que o jogo continuava a introduzir novas mecânicas de jogabilidade, algumas delas não duravam o suficiente para que os jogadores realmente as apreciassem. Jessica Conditt, do Engadget, descreveu Neva como um "plataformer leve e responsivo", enquanto Alice Bell, do Rock, Paper, Shotgun, sentiu que o combate carecia de precisão.

### Prêmios e Indicações
| Ano  | Cerimônia            | Categoria                | Resultado | Referências |
| ---- | -------------------- | ------------------------ | --------- | ----------- |
| 2024 | The Game Awards 2024 | Melhor Direção de Arte   | Indicado  | [ 20 ]      |
| 2024 | The Game Awards 2024 | Jogos para Impacto       | Venceu    | [ 20 ]      |
| 2024 | The Game Awards 2024 | Melhor Jogo Independente | Indicado  | [ 20 ]      |
| 2024 | The Steam Awards     | Estilo Visual Marcante   | Pendente  | [ 21 ]      |